# Gérard Meylan
Pour les articles homonymes, voir Meylan (homonymie).
Gérard Meylan est un acteur français né à Marseille le 14 décembre 1952. Il a exercé parallèlement comme infirmier à l'hôpital public durant 35 ans.

## Biographie
Le rôle marquant l'ayant révélé au grand public, en 1997, fut celui de « Marius » aux côtés de « Jeannette » (Ariane Ascaride) dans Marius et Jeannette, de son ami Robert Guédiguian. En 2009, il tient un rôle secondaire important dans Rapt, le film de Lucas Belvaux inspiré de l'affaire Empain.

## Filmographie

### Cinéma
- 1980 : Dernier Été de Robert Guédiguian : Gilbert
- 1984 : Le Matelot 512 de René Allio : le commissaire
- 1985 : Rouge Midi de Robert Guédiguian : Jérôme
- 1985 : Ki lo sa ? de Robert Guédiguian : le gitan
- 1989 : Dieu vomit les tièdes de Robert Guédiguian : Frisé
- 1991 : Transit de René Allio
- 1993 : L'argent fait le bonheur de Robert Guédiguian : Monsieur Munoz
- 1995 : À la vie, à la mort ! de Robert Guédiguian : José
- 1996 : Nénette et Boni de Claire Denis : l'oncle
- 1997 : Marius et Jeannette de Robert Guédiguian : Marius
- 1998 : À la place du cœur de Robert Guédiguian  : Franck Lopez
- 2000 : À l'attaque ! de Robert Guédiguian ; Gigi
- 2000 : La ville est tranquille de Robert Guédiguian : Gérard
- 2001 : Marie-Jo et ses deux amours de Robert Guédiguian : Marco
- 2002 : Lulu de Jean-Henri Roger : John
- 2003 : Un petit service (court métrage) d'Antoine Pereniguez : Juan Moreno
- 2003 : Variété française de Frédéric Videau : le père d'Eric
- 2003 : La Petite feuille (court métrage) de Luc Dechamps
- 2004 : Mon père est ingénieur de Robert Guédiguian : Monsieur Vadino / Roustido
- 2005 : Code 68 de Jean-Henri Roger : Jean-PIerre Luciani
- 2005 : Alex de José Alcala : Franck
- 2006 : Le Voyage en Arménie de Robert Guédiguian : Yervanth
- 2008 : Lady Jane de Robert Guédiguian : René
- 2009 : L'Armée du crime de Robert Guédiguian : le flic résistant
- 2009 : Rapt de Lucas Belvaux : le Marseillais
- 2011 : Le Thanato de Frédéric Cerulli : Norman
- 2011 : Les Neiges du Kilimandjaro de Robert Guédiguian : Raoul
- 2012 : Mains armées de Pierre Jolivet : Paul Amera
- 2012 : The Zigzag Kid (Nono, het zigzag kind) de Vincent Bal : inspecteur Leroy
- 2014 : Au fil d'Ariane de Robert Guédiguian : Denis
- 2014 : La French de Cédric Jimenez : Ange Mariette
- 2014 : CVStreet : The Movie de Joshua Fitoussi et Cyril Slucki : le syndicaliste
- 2016 : Toril de Laurent Teyssier : Tardieu
- 2016 : Cézanne et moi de Danièle Thompson : Louis-Auguste Cézanne
- 2017 : La Villa de Robert Guédiguian ; Armand
- 2019 : Gloria Mundi de Robert Guédiguian : Daniel
- 2023 : Et la fête continue ! de Robert Guédiguian : Tonio
- 2024 : La Pie voleuse de Robert Guédiguian : Bruno

### Télévision
- 2001 : Chercheur d'héritiers (série TV), épisode La Maison du pendu de Patrice Martineau : le représentant
- 2009 : Suite noire (série TV), épisode Le Débarcadère des anges de Brigitte Roüan : Cassignol
- 2010 : Histoires de vies (série TV), épisode Ceux qui aiment la France d'Ariane Ascaride : l'inspecteur de police
- 2012 : Yann Piat, chronique d'un assassinat d'Antoine de Caunes (téléfilm) : Gérard Finale
- 2016 : Marseille (série TV), saison 1 de Florent-Emilio Siri : Michel Duprez